# Луїзіанський філармонічний оркестр
Луїзіанський філармонічний оркестр (англ. Louisiana Philharmonic Orchestra) — американський симфонічний оркестр, що базується в Новому Орлеані.

## Історія
Колектив був заснований у 1991 році музикантами збанкрутілого Нью-Орлеанського симфонічного оркестру, що розпався. Він є найстарішим у США професійним оркестром, що адмініструється самими оркестрантами. Протягом багатьох років колектив виплачував борги свого попередника, але до 2005 року підійшов комерційно успішним підприємством з річним бюджетом 4 мільйони доларів США та щорічним графіком із 75 концертів.
Ураган Катріна в серпні 2005 року змусив музикантів евакуюватися з Нового Орлеана. Їхній основний майданчик, театр «Орфей», був затоплений. Виступи оркестру відновилися у 2006 році в різних місцях — зокрема, у міському Палмер-парку та в Театрі Махалії Джексон.
Театр «Орфей» знову відкрився 17 вересня 2015 року концертом оркестру, який планував перенести в реставроване приміщення свою основну концертну діяльність.
27 лютого 2018 року оркестр дебютував у нью-йоркському Карнегі-холі з незвичайною програмою з творів Сільвестре Ревуельтаса та Філіпа Гласса.

## Музичні керівники
- Клауспетер Зайбель (1995—2005)
- Карлос Мігель Прієто (з 2005 р.)